# گیگانتوسور
گیگانتوسور (نام علمی: Gigantosaurus) نام یک سرده از راسته خزنده‌کفلان است.